# Ivana Valois, grofica Hainauta
Ivana od Valoisa bila je grofica supruga Hainauta, Holandije i Zeelanda.

## Rani život
Ivana je bila kći Karla, grofa Valoisa; Karlo je bio francuski princ Kapetović. Majka gospe Ivane bila je Margareta, grofica Anjoua i Mainea. Filip VI. Francuski bijaše Ivanin brat. Margareta, Ivanina majka, umrla je 1299. godine. Karlo se opet oženio, caricom Katarinom Carigradskom.

## Grofica Holandije
Dana 23. svibnja 1305. godine, Ivana, opisana kao pobožna žena, udala se za Vilima I., grofa Hainauta. Tijekom muževljevoga odsustva, Ivana je djelovala kao administrator ekonomije i političkih afera svojih imanja. Ivana je bila moralna potpora svoje rođakinje Izabele Francuske. U prosincu 1325., Ivana je putovala u Francusku na pogreb svoga oca te je razgovarala sa svojom sestričnom Izabelom i njenim bratom, kraljem Karlom IV. Francuskim.

## Djeca
Vilimova i Ivanina djeca:
- Vilim II., grof Hainauta[1]
- Ivan
- Margareta II., grofica Hainauta
- Filipa, kraljica Engleske
- Agneza
- Ivana Hainautska
- Izabela
- Luj